# Hjalmar F. Siilasvuo
Hjalmar F. Siilasvuo, finski general, * 1892, † 1947.